# Rick's Gallery
Rick's Gallery is een kleine walktrough animatronicsshow dat zich bevindt in het Nederlands attractiepark Duinrell.

## Omschrijving attractie
De kleine tentoonstelling annex show is geopend in 2004 en bevindt zich in een klein gebouw in de zone van Rick's Avonturenburcht. Het gebouw huist een animatronic in de vorm van een uil die zich achter glas bevindt met om zich heen boeken en een bril. De animatronic heeft de naam van Wauwel de Uil, een wijze uil, die in deze Gallery woont. 
De animatronic vertelt over de geschiedenis van Rick de Kikker en zegt dat het een vriend van hem is. De geschiedenis van de kikker lijkt in komt overeen met die van de mens.

## Trivia
In 2019 is er een mascotte in het park Duinrell bijgekomen gebaseerd op Wauwel de Uil.
Afbeeldingen · Lijst van attracties